# 布瓦内拉蒂德
布瓦内拉蒂德（法語：Boisné-la Tude，法語發音：[bwane la tyd]）是法国夏朗德省的一个市镇，属于昂古莱姆区。该市镇于2016年由原市镇沙尔芒、沙沃纳和瑞亚盖合并而成。

## 地理
布瓦内拉蒂德（45°29'50"N, 0°11'5"E）面积34.25 平方千米，位于法国新阿基坦大区夏朗德省，该省份为法国西部内陆省份，北起德塞夫勒省和维埃纳省，东临上维埃纳省，东南至多尔多涅省，南至多爾多涅省，西接滨海夏朗德省。
与布瓦内拉蒂德接壤的市镇（或旧市镇、城区）包括：沙迪里、富克布吕讷、龙斯纳克、蒙莫罗、居拉。
布瓦内拉蒂德的时区为UTC+01:00、UTC+02:00（夏令时）。

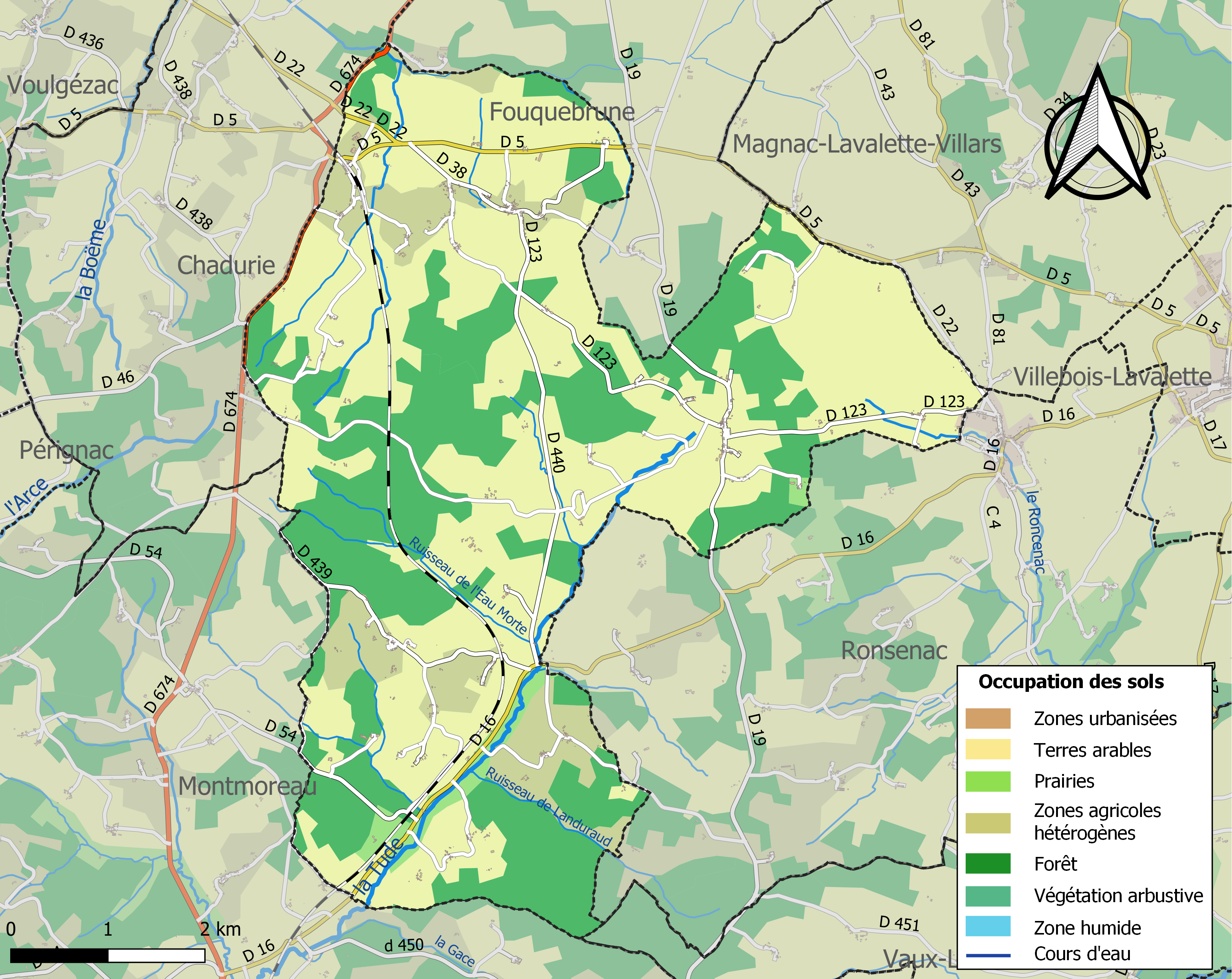
布瓦内拉蒂德的OSM定位图

## 行政
布瓦内拉蒂德的邮政编码为16320，INSEE市镇编码为16082。

## 政治
布瓦内拉蒂德所属的省级选区为蒂德-拉瓦莱特县。

## 人口
布瓦内拉蒂德于2022年1月1日时的人口数量为661人。